# Kabinett Andreas Papandreou III
Das Kabinett Andreas Papandreou III wurde am 13. Oktober 1993 in Griechenland durch Andreas Papandreou gebildet und löste das Kabinett Konstantinos Mitsotakis ab. Das Kabinett bestand bis zum krankheitsbedingten Rücktritt Papandreous am 22. Januar 1996 und wurde dann durch das erste Kabinett von Konstantinos Simitis abgelöst. Zuletzt hatte Akis Tsochatzopoulos vom 17. Januar bis zum 22. Januar 1996 kommissarisch die Amtsgeschäfte des Ministerpräsidenten geführt.
Bei der vorausgegangenen Parlamentswahl vom 10. Oktober 1993 hatte die bis dahin regierende Nea Dimokratia (ND) von Konstantinos Mitsotakis erhebliche Verluste von 7,59 Prozentpunkten und konnte bei 39,3 Prozent der Stimmen nur noch 111 Abgeordnete stellen. Die von Papandreou geführte Panellinio Sosialistiko Kinima (PASOK) konnte dagegen ihren Stimmenanteil um 8,27 Prozentpunkte auf 46,88 Prozent steigern, und zog aufgrund des verstärkten Verhältniswahlrechts mit 170 Mandate in das Parlament ein. Papandreou bildete daraufhin sein drittes Kabinett.

## Minister
| Ministeramt                                     | Amtszeit                                                            | Minister                                                                       | Lebensdaten                        |
| ----------------------------------------------- | ------------------------------------------------------------------- | ------------------------------------------------------------------------------ | ---------------------------------- |
| Ministerpräsident (Präsident des Ministerrates) | 13. Oktober 1993                                                    | Andreas Papandreou                                                             | * 1919 † 1996                      |
| Auswärtiges                                     | 13. Oktober 1993                                                    | Karolos Papoulias                                                              | * 1929 † 2021                      |
| Nationale Verteidigung                          | 13. Oktober 1993                                                    | Gerasimos Arsenis                                                              | * 1931 † 2016                      |
| Inneres                                         | 13. Oktober 1993 8. Juli 1994 15. September 1995                    | Akis Tsochatzopoulos Kostas Skandalidis Akis Tsochatzopoulos (2. Mal)          | * 1939 † 2021 * 1953 * 1939 † 2021 |
| Finanzen                                        | 13. Oktober 1993 25. Februar 1994                                   | Georgios Gennimatas Alekos Papadopoulos                                        | * 1939 † 1994 * 1949               |
| Justiz                                          | 13. Oktober 1993 10. Februar 1995 15. September 1995                | Georgios Kouvelakis Anastasios Peponis Ioannis Pottakis                        | * 1936 * 1924 † 2011 * 1939        |
| Wirtschaft                                      | 13. Oktober 1993 6. Mai 1994                                        | Georgios Gennimatas Yiannos Papantoniou                                        | * 1939 † 1994 * 1949               |
| Minister beim Präsidenten der Regierung         | 13. Oktober 1993 28. Dezember 1994                                  | Anastasios Peponis Ioannis Pottakis                                            | * 1924 † 2011 * 1939               |
| Umwelt, Raumplanung und öffentliche Arbeiten    | 13. Oktober 1993                                                    | Konstantinos Laliotis                                                          | * 1951                             |
| Nationale Bildung und religiöse Angelegenheiten | 13. Oktober 1993 8. Juli 1994                                       | Dimitrios Fatouros Giorgos A. Papandreou                                       | * 1928 * 1952                      |
| Transport und Kommunikation                     | 13. Oktober 1993 8. Juli 1994 15. September 1994 15. September 1995 | Ioannis Charalampous Theodoros Pangalos Athanasios Tsouras Evangelos Venizelos | * 1940 * 1938 † 2023 * 1946 * 1957 |
| Arbeit                                          | 13. Oktober 1993 8. Juli 1994 15. September 1995                    | Evangelos Giannopoulos Ioannis Skoularikis Stephanos Tzoumakas                 | * 1918 † 2003 * 1928 † 2008 * 1946 |
| Gesundheit, Wohlfahrt und soziale Sicherheit    | 13. Oktober 1993                                                    | Dimitrios Kremastinos                                                          | * 1942                             |
| Landwirtschaft                                  | 13. Oktober 1993 15. September 1995                                 | Georgios Moraitis Theodoros Stathis                                            | *1942 * 1937                       |
| Öffentliche Ordnung                             | 13. Oktober 1993 4. April 1995                                      | Stylianos-Angelos Papathemelis Iosiph Valyrakis                                | * 1938 * 1943                      |
| Kultur                                          | 13. Oktober 1993 6. März 1994                                       | Melina Mercouri Athanasios Mikroutsikos                                        | * 1925 † 1994 * 1947               |
| Tourismus                                       | 22. November 1993 23. Juni 1995                                     | Dionysios Livanos Nikolaos Sifounakis                                          | * 1934 † 2006 * 1949               |
| Industrie, Energie und Technologie              | 13. Oktober 1993 15. September 1995                                 | Kostas Simitis Anastasios Peponis                                              | * 1936 † 2025 * 1924 † 2011        |
| Handelsmarine                                   | 13. Oktober 1993                                                    | Georgios Katsifaras                                                            | * 1935 † 2012                      |
| Handel                                          | 13. Oktober 1993 15. September 1995                                 | Kostas Simitis Nikolaos Akritidis                                              | * 1936 † 2025 * 1935               |
| Presse und Massenmedien                         | 8. Juli 1994 15. September 1995                                     | Evangelos Venizelos Tilemachos Chytiris                                        | * 1957 * 1945                      |
| Makedonien und Thrakien                         | 13. Oktober 1993                                                    | Konstantinos Triaridis                                                         | * 1938 † 2012                      |
| Ägäis                                           | 13. Oktober 1993 8. Juli 1994                                       | Kostas Skandalidis Antonios Kotsakas                                           | * 1953 * 1947                      |
| Staatsminister ohne Geschäftsbereich            | 15. September 1995                                                  | Antonios Livanis                                                               | * 1925                             |